# Diocèse de Boise
Le diocèse de Boise (en latin : Dioecesis Xylopolitana, et en anglais : Roman Catholic Diocese of Boise City) est une circonscription ecclésiastique de l'Église catholique aux États-Unis. Il s'agit d'un diocèse latin, suffragant de l'archidiocèse de Portland. Depuis 2014, son évêque est Peter Forsyth Christensen (en).

## Territoire
Le diocèse couvre 221 514 km2, et il étend sa juridiction sur les fidèles catholiques de rite latin résidant dans l'État de l'Idaho. 
Le siège du diocèse se trouve dans la ville de Boise, où se trouve la cathédrale Saint-Jean-l'Évangéliste (en). 
En 2022, il y avait 50 paroisses dans le diocèse, desservies par 123 prêtre et 101 diacres. 

## Histoire

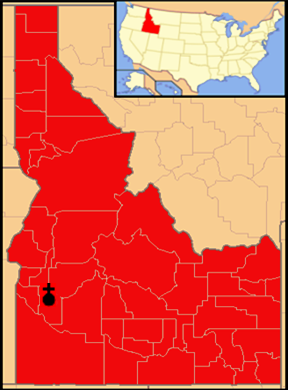
Localisation de diocèse.

Le vicariat apostolique du territoire de l'Idaho a été érigé le 3 mars 1868 par la bulle Summi apostolatus du pape Pie IX, en prenant son territoire de l'archidiocèse d'Oregon City (aujourd'hui archidiocèse de Portland). Il comprenait en entier le territoire de l'Idaho, constitué à l'époque également de la partie du Montana à l'ouest de la ligne de partage des eaux des montagnes Rocheuses. 
Le 5 mars 1883, il céda la partie du Montana au vicariat apostolique du Montana (aujourd'hui diocèse d'Helena). 
Le 25 août 1893, le vicariat apostolique a été érigé en diocèse et a pris son nom actuel en vertu de la bulle Romani Pontifices du pape Léon XIII.
Le nouveau diocèse fut rendu suffragant de l'archidiocèse d'Oregon City, qui en 1928 prit le nom d'archidiocèse de Portland.

### Articles liés
- Liste des juridictions catholiques aux États-Unis
- Église catholique aux États-Unis